# Branchipus schaefferi
Branchipus schaefferi Fischer, 1834 è un piccolo crostaceo anostraco dell famiglia Branchipodidae che popola gli stagni stagionali, avendo sviluppato forme di adattamento a condizioni ambientali estreme, caratterizzate da ampie variazioni di salinità. 
È ampiamente diffuso in Europa. In Italia è segnalato nel Lazio, nelle Marche, in Abruzzo, in Puglia, in Sicilia e in Sardegna.
Al pari di altri anostraci ha la caratteristica di nuotare con la superficie ventrale del corpo rivolta verso l'alto.